# Liste der Staatsoberhäupter 1932
Übersicht
◄◄ | ◄ | 1928 | 1929 | 1930 | 1931 | Liste der Staatsoberhäupter 1932 | 1933 | 1934 | 1935 | 1936 | ► | ►►

Weitere Ereignisse

## Afrika
- Ägypten (1914–1936 britisches Protektorat)
  - Staatsoberhaupt: König Fu'ād I. (1917–1936) (bis 1922 Sultan)
  - Regierungschef: Ministerpräsident Ismail Sidqi Pascha (1930–1933, 1946)
  - Britischer Hochkommissar: Percy Lyham Loraine (1929–1933)

- Äthiopien
  - Staats- und Regierungschef: Kaiser Haile Selassie (1930–1974) (1916–1930 Regent, 1936–1941 im Exil)

- Liberia
  - Staats- und Regierungschef: Präsident Edwin Barclay (1930–1944) (bis 4. Januar 1932 kommissarisch)

- Südafrika
  - Staatsoberhaupt: König Georg V. (1910–1936)
    - Generalgouverneur: George Villiers, 6. Earl of Clarendon (1931–1937)

  - Regierungschef: Ministerpräsident J.B.M. Hertzog (1924–1939)

## Amerika

### Nordamerika
- Kanada
  - Staatsoberhaupt: König Georg V. (1910–1936)
    - Generalgouverneur: Vere Ponsonby, 9. Earl of Bessborough (1931–1935)

  - Regierungschef: Premierminister Richard Bedford Bennett (1930–1935)

- Mexiko
  - Staats- und Regierungschef:
    - Präsident Pascual Ortiz Rubio (1930–4. September 1932)
    - Präsident Abelardo L. Rodríguez (4. September 1932–1934)

- Neufundland
  - Staatsoberhaupt: König Georg V. (1910–1936)
    - Gouverneur:
      - John Middleton (1928–September 1932)
      - David Murray Anderson (20. Oktober 1932–1934)

  - Regierungschef:
    - Premierminister Richard Squires (1919–1923, 1928–Juni 1932)
    - Premierminister Frederick C. Alderdice (1928, Juni 1932–1934)

- Vereinigte Staaten von Amerika
  - Staats- und Regierungschef: Präsident Herbert Hoover (1929–1933)

### Mittelamerika
- Costa Rica
  - Staats- und Regierungschef:
    - Präsident Cleto González Víquez (1960–1910, 1928–8. Mai 1932)
    - Präsident Ricardo Jiménez Oreamuno (1910–1914, 1924–1928, 8. Mai 1932–1936)

- Dominikanische Republik
  - Staats- und Regierungschef: Präsident Rafael Trujillo (1930–1938, 1942–1952)

- El Salvador
  - Staats- und Regierungschef: Präsident Maximiliano Hernández Martínez (1931–1934, 1935–1944)

- Guatemala
  - Staats- und Regierungschef: Präsident Jorge Ubico Castañeda (1931–1944)

- Haiti (1915–1934 von den USA besetzt)
  - Staats- und Regierungschef: Präsident Sténio Vincent (1930–1941)

- Honduras
  - Staats- und Regierungschef: Präsident Vicente Mejía Colindres (1919, 1929–1933)

- Kuba
  - Staats- und Regierungschef: Präsident Gerardo Machado (1925–1933)

- Nicaragua
  - Staats- und Regierungschef: Präsident José María Moncada Tapia (1929–1933)

- Panama
  - Staats- und Regierungschef:
    - Präsident Ricardo Joaquín Alfaro Jované (1931–5. Juni 1932)
    - Präsident Harmodio Arias Madrid (5. Juni 1932–1936)

### Südamerika
- Argentinien
  - Staats- und Regierungschef:
    - Präsident José Félix Uriburu (1930–20. Februar 1932) (kommissarisch)
    - Präsident Agustín Pedro Justo (20. Februar 1932–1938)

- Bolivien
  - Staats- und Regierungschef: Präsident Daniel Salamanca Urey (1931–1934)

- Brasilien
  - Staats- und Regierungschef: Präsident Getúlio Vargas (1930–1945, 1951–1954) (bis 1934 kommissarisch)

- Chile
  - Staats- und Regierungschef:
    - Präsident Juan Esteban Montero Rodríguez (1931–4. Juni 1932)
    - Präsident Arturo Puga Osorio (4. Juni 1932–16. Juni 1932)
    - Präsident Carlos Dávila (16. Juni 1932–13. September 1932)
    - Präsident Bartolomeo Blanche Espejo (13. September 1932–20. Oktober 1932) (kommissarisch)
    - Präsident Abraham Oyanedel Urrutia (2. Oktober 1932–24. Dezember 1932) (kommissarisch)
    - Präsident Arturo Alessandri (1920–1924, 1925, 24. Dezember 1932–1938)

- Ecuador
  - Staats- und Regierungschef:
    - Präsident Alfredo Baquerizo Moreno (1912, 1916–1920, 1931–27. August 1932) (kommissarisch)
    - Präsident Carlos Freile Larrea (27. August 1932–2. September 1932) (kommissarisch)
    - Präsident Alberto Guerrero Martínez (2. September 1932–5. Dezember 1932)
    - Präsident Juan de Dios Martínez Mera (5. Dezember 1932–1933)

- Kolumbien
  - Staats- und Regierungschef: Präsident Enrique Olaya Herrera (1930–1934)

- Paraguay
  - Staats- und Regierungschef:
    - Präsident José Patricio Guggiari (1928–15. August 1932)
    - Präsident Eusebio Ayala (1923–1924, 1924–1928, 15. August 1932–1936)

- Peru
  - Staatsoberhaupt: Präsident Luis Miguel Sánchez Cerro (1930–1931, 1931–1933)
  - Regierungschef:
    - Premierminister Germán Arenas y Loayza (1918–1919, 1931–28. Januar 1932)
    - Premierminister Francisco R. Lanatta Ramírez (29. Januar 1932–13. April 1932)
    - Premierminister Luis Angel Flores (13. April 1932–20. Mai 1932)
    - Premierminister Ricardo Rivadeneyra Barnuevo (21. Mai 1932–24. Dezember 1932)
    - Premierminister José Matías Manzanilla Barrientos (24. Dezember 1932–1933)

- Uruguay
  - Staats- und Regierungschef: Präsident Gabriel Terra (1931–1938)

- Venezuela
  - Staats- und Regierungschef: Präsident Juan Vicente Gómez (1909–1910, 1910–1914, 1922–1929, 1931–1935)

## Asien

### Ost-, Süd- und Südostasien
- Bhutan
  - Herrscher: König Jigme Wangchuk (1926–1952)

- China
  - Staatsoberhaupt: Vorsitzender der Nationalregierung Lin Sen (1931–1943)
  - Regierungschef:
    - Vorsitzender des Exekutiv-Yuans Sun Fo (1931–28. Januar 1932)
    - Vorsitzender des Exekutiv-Yuans Wang Jingwei (28. Januar 1932–1935)

- Britisch-Indien
  - Kaiser: Georg V. (1910–1936)
  - Vizekönig: Freeman Freeman-Thomas (1931–1936)

- Japan
  - Staatsoberhaupt: Kaiser Hirohito (1926–1989)
  - Regierungschef:
    - Premierminister Inukai Tsuyoshi (1931–16. Mai 1932)
    - (amtierend) Finanzminister Takahashi Korekiyo (16. Mai–26. Mai 1932)
    - Premierminister Saitō Makoto (26. Mai 1932–1934)

- Mandschukuo (umstritten)
  - Staatsoberhaupt: Präsident Puyi (18. Februar 1932–1945)
  - Regierungschef: Ministerpräsident Zheng Xiaoxu (18. Februar 1932–1935)

- Nepal
  - Staatsoberhaupt: König Tribhuvan (1911–1955)
  - Regierungschef:
    - Ministerpräsident Bhim Shamsher Jang Bahadur Rana (1929–1932)
    - Ministerpräsident Juddha Shamsher Jang Bahadur Rana (1932–1945)

- Siam (heute: Thailand)
  - Staatsoberhaupt: König Rama VII. (1925–1935)
  - Regierungschef: Präsident des öffentlichen Komitees Phraya Manopakorn Nititada (28. Juni 1932–1933)

### Vorderasien
- Irak
  - Staatsoberhaupt: König Faisal I. (3. Oktober 1932–1933)
  - Regierungschef:
    - Ministerpräsident Nuri as-Said (3. Oktober–27. Oktober 1932)
    - Ministerpräsident Naji Shawkat (3. November 1932–1933)

- Jemen
  - Herrscher: König Yahya bin Muhammad (1918–1948)

- Persien (heute: Iran)
  - Staatsoberhaupt: Schah Reza Schah Pahlavi (1925–1941)
  - Regierungschef: Ministerpräsident Mehdi Qoli Khan Hedayat (Mokhber-ol Saltaneh) (1927–1933)

- Saudi-Arabien (Gründung des Königreichs Saudi-Arabien am 23. September 1932)
  - Staatsoberhaupt und Regierungschef: König Abd al-Aziz ibn Saud (1932–1953)

- Transjordanien (heute: Jordanien)
  - Herrscher: Emir Abdallah ibn Husain I. (1921–1951)

### Zentralasien
- Afghanistan
  - Staatsoberhaupt: König Mohammed Nadir Schah (1929–1933)
  - Regierungschef: Ministerpräsident Sardar Mohammad Hashim Khan (1929–1946)

- Mongolei
  - Staatsoberhaupt:
    - Vorsitzender des Großen Staats-Churals Losolyn Laagan (1930–2. Juli 1932)
    - Vorsitzender des Großen Staats-Churals Anandyn Amar (2. Juli 1932–1936)

  - Regierungschef:
    - Ministerpräsident Tsengeltiin Dschigdschiddschaw (1930–2. Juli 1932)
    - Vorsitzender des Rats der Volkskommissare Peldschidiin Genden (2. Juli 1932–1936)

- Tibet (umstritten)
  - Herrscher: Dalai Lama Thubten Gyatso (1913–1933)

## Australien und Ozeanien
- Australien
  - Staatsoberhaupt: König Georg V. (1910–1936)
  - Generalgouverneur: Isaac Isaacs (1931–1936)
  - Regierungschef:
    - Premierminister James Scullin (1929–6. Januar 1932)
    - Premierminister Joseph Lyons (6. Januar 1932–1939)

- Neuseeland
  - Staatsoberhaupt: König Georg V. (1910–1936)
  - Generalgouverneur Charles Bathurst (1930–1935)
  - Regierungschef: Premierminister George Forbes (1930–1935)

## Europa
- Albanien
  - Staatsoberhaupt: König Ahmet Zogu (1925–1939, 1943–1946)
  - Regierungschef: Ministerpräsident Pandeli Evangjeli (1921, 1930–1935)

- Andorra
  - Co-Fürsten:
    - Staatspräsident von Frankreich:
      - Paul Doumer (1931–1932)
      - Albert Lebrun (1932–1940)

    - Bischof von Urgell: Justí Guitart i Vilardebò (1920–1940)

- Belgien
  - Staatsoberhaupt: König Albert I. (1909–1934)
  - Regierungschef:
    - Ministerpräsident Jules Renkin (1931–22. Oktober 1932)
    - Ministerpräsident Charles Comte de Broqueville (1911–1918, 22. Oktober 1932–1934)

- Bulgarien
  - Staatsoberhaupt: Zar Boris III. (1918–1943)
  - Regierungschef: Ministerpräsident Nikola Muschanow (1931–1934)

- Dänemark
  - Staatsoberhaupt: König Christian X. (1912–1947) (1918–1944 König von Island)
  - Regierungschef: Ministerpräsident Thorvald Stauning (1924–1926, 1929–1942)

- Deutsches Reich
  - Staatsoberhaupt: Reichspräsident Paul von Hindenburg (1925–1934)
  - Regierungschef:
    - Reichskanzler Heinrich Brüning (1930–30. Mai 1932)
    - Reichskanzler Franz von Papen (1. Juni–17. November 1932)
    - Reichskanzler Kurt von Schleicher (4. Dezember 1932–1933)

- Estland
  - Staats- und Regierungschef:
    - Staatsältester Konstantin Päts (1921–1922, 1923–1924, 1931–19. Februar 1932, 1932–1933, 1933–1940) (1918–1919, 1934–1937 Ministerpräsident)
    - Staatsältester Jaan Teemant (1926–1927, 19. Februar 1932–19. Juli 1932)
    - Staatsältester Kaarel Eenpalu (19. Juli 1932–1. November 1932)
    - Staatsältester Konstantin Päts (1921–1922, 1923–1924, 1931–1932, 1. November 1932–1933, 1933–1940) (1918–1919, 1934–1937 Ministerpräsident)

- Finnland
  - Staatsoberhaupt: Präsident Pehr Evind Svinhufvud (1931–1937) (1917–1918, 1930–1931 Ministerpräsident)
  - Regierungschef:
    - Ministerpräsident Juho Sunila (1927–1928, 1931–14. Dezember 1932)
    - Ministerpräsident Toivo Kivimäki (14. Dezember 1932–1936)

- Frankreich
  - Staatsoberhaupt:
    - Präsident Paul Doumer (1931–7. Mai 1932)
    - Präsident André Tardieu (7. Mai 1932–10. Mai 1932) (kommissarisch) (1929–1930, 1930, 1932 Präsident des Ministerrats)
    - Präsident Albert Lebrun (10. Mai 1932–1940)

  - Regierungschef:
    - Präsident des Ministerrats Pierre Laval (1931–20. Februar 1932, 1935–1936, 1942–1944)
    - Präsident des Ministerrats André Tardieu (1929–1930, 1930, 20. Februar 1932–3. Juni 1932) (1932 Präsident)
    - Präsident des Ministerrats Édouard Herriot (1924–1925, 1926, 3. Juni 1932–18. Dezember 1932)
    - Präsident des Ministerrats Joseph Paul-Boncour (18. Dezember 1932–1933)

- Griechenland
  - Staatsoberhaupt: Präsident Alexandros Zaimis (1929–1935) (1897–1899, 1901–1902, 1915, 1916, 1917, 1926–1928 Ministerpräsident)
  - Regierungschef:
    - Ministerpräsident Eleftherios Venizelos (1910–1915, 1915, 1916–1917, 1917–1920, 1924–1924, 1928–26. Mai 1932, 1932, 1933)
    - Ministerpräsident Alexandros Papanastasiou (1924, 26. Mai 1932–5. Juni 1932)
    - Ministerpräsident Eleftherios Venizelos (1910–1915, 1915, 1916–1917, 1917–1920, 1924–1924, 1928–1932, 5. Juni 1932–4. November 1932, 1933)
    - Ministerpräsident Panagis Tsaldaris (4. November 1932–1933, 1933–1935)

- Irland
  - Staatsoberhaupt: König Georg V. (1922–1936)
    - Generalgouverneur
    - James McNeill (1928–1. November 1932)
    - Domhnall Ua Buachalla (26. November 1932–1936)

  - Regierungschef:
    - Taoiseach William Thomas Cosgrave (1922–9. März 1932)
    - Taoiseach Éamon de Valera (9. März 1932–1948, 1951–1954, 1957–1959) (1959–1973 Präsident)

- Italien
  - Staatsoberhaupt: König Viktor Emanuel III. (1900–1946)
  - Regierungschef: Duce Benito Mussolini (1922–1943)

- Jugoslawien
  - Staatsoberhaupt: König Alexander I. (1921–1934)
  - Regierungschef:
    - Ministerpräsident Petar Živković (1929–4. April 1932)
    - Ministerpräsident Vojislav Marinković (4. April 1932–6. Juli 1932)
    - Ministerpräsident Milan Srškić (6. Juli 1932–1934)

- Lettland
  - Staatsoberhaupt: Präsident Alberts Kviesis (1930–1936)
  - Regierungschef: Ministerpräsident Marģers Skujenieks (1926–1928, 1931–1933)

- Liechtenstein
  - Staatsoberhaupt: Fürst Franz I. (1929–1938)
  - Regierungschef Josef Hoop (1928–1945)

- Litauen
  - Staatsoberhaupt: Präsident Antanas Smetona (1918–1920, 1926–1940)
  - Regierungschef: Ministerpräsident Juozas Tūbelis (1929–1938)

- Luxemburg
  - Staatsoberhaupt: Großherzogin Charlotte (1919–1964) (1940–1945 im Exil)
  - Regierungschef: Staatsminister Joseph Bech (1926–1937, 1953–1958)

- Monaco
  - Staatsoberhaupt: Fürst Louis II. (1922–1949)
  - Regierungschef:
    - Staatsminister Maurice Piette (1923–Januar 1932)
    - Staatsminister Henri Mauran (Januar 1932–Juni 1932, 1937) (kommissarisch)
    - Staatsminister Maurice Bouillaux-Lafont (Juni 1932–1937)

- Niederlande
  - Staatsoberhaupt: Königin Wilhelmina (1890–1948) (1940–1945 im Exil)
  - Regierungschef: Ministerpräsident Charles Ruijs de Beerenbrouck (1918–1925, 1929–1933)

- Norwegen
  - Staatsoberhaupt: König Haakon VII. (1906–1957) (1940–1945 im Exil)
  - Regierungschef:
    - Ministerpräsident Peder Kolstad (1931–5. März 1932)
    - Ministerpräsident Birger Braadland (1. Februar 1932–29. Februar 1932, 1932) (kommissarisch)
    - Ministerpräsident Nils Trædal (29. Februar 1932–10. März 1932) (kommissarisch)
    - Ministerpräsident Birger Braadland (1932, 10. März 1932–14. März 1932) (kommissarisch)
    - Ministerpräsident Jens Hundseid (14. März 1932–1933)

- Österreich
  - Staatsoberhaupt: Bundespräsident Wilhelm Miklas (1928–1938)
  - Regierungschef:
    - Bundeskanzler Karl Buresch (1931–20. Mai 1932)
    - Bundeskanzler Engelbert Dollfuß (20. Mai 1932–1934)

- Polen
  - Staatsoberhaupt: Präsident Ignacy Mościcki (1926–1939)
  - Regierungschef: Ministerpräsident Aleksander Prystor (1931–1933)

- Portugal
  - Staatsoberhaupt: Präsident António Óscar de Fragoso Carmona (1926–1951)
  - Regierungschef:
    - Ministerpräsident: Domingos da Costa e Oliveira (1930–5. Juli 1932)
    - Ministerpräsident: António de Oliveira Salazar (5. Juli 1932–1968)

- Rumänien
  - Staatsoberhaupt: König Karl II. (1930–1940)
  - Regierungschef:
    - Ministerpräsident Nicolae Iorga (1931–6. Juni 1932)
    - Ministerpräsident Alexandru Vaida-Voevod (6. Juni–19. Oktober 1932)
    - Ministerpräsident Iuliu Maniu (19. Oktober 1932–1933)

- San Marino
  - Capitani Reggenti:
    - Domenico Suzzi Valli (1909, 1913–1914, 1928, 1931–1. April 1932) und Marino Morri (1927, 1931–1. April 1932, 1935–1936, 1939)
    - Giuliano Gozi (1923, 1926–1927, 1. April 1932–1. Oktober 1932, 1937, 1941–1942) und Pompeo Righi (1. April 1932–1. Oktober 1932, 1935–1936, 1939)
    - Gino Gozi (1927, 1. Oktober 1932–1933, 1936, 1941) und Ruggero Morri (1926–1927, 1. Oktober 1932–1933, 1936)

  - Regierungschef: Außenminister Giuliano Gozi (1918–1943)

- Schweden
  - Staatsoberhaupt: König Gustav V. (1907–1950)
  - Regierungschef:
    - Ministerpräsident Carl Gustaf Ekman (1930–6. August 1932)
    - Ministerpräsident Felix Hamrin (6. August–24. September 1932)
    - Ministerpräsident Per Albin Hansson (24. September 1932–1936)

- Schweiz[1]
  - Bundespräsident: Giuseppe Motta (1915, 1920, 1927, 1932, 1937)
  - Bundesrat:
    - Giuseppe Motta (1911–1940)
    - Edmund Schulthess (1912–1935)
    - Jean-Marie Musy (1920–1934)
    - Heinrich Häberlin (1920–1934)
    - Marcel Pilet-Golaz (1929–1944)
    - Albert Meyer (1930–1938)
    - Rudolf Minger  (1930–1940)

- Sowjetunion
  - Parteichef: Generalsekretär der KPdSU Josef Stalin (1922–1953)
  - Staatsoberhaupt: Vorsitzender des Präsidiums des obersten Sowjets Michail Iwanowitsch Kalinin (1922–1946)
  - Regierungschef:
    - Vorsitzender des Ministerrats Wjatscheslaw Michailowitsch Molotow (1930–6. Mai 1941)

  - Regierungschef (de facto): Generalsekretär der KPdSU Josef Stalin (1922–1953)

- Spanien
  - Staatsoberhaupt: Präsident Niceto Alcalá Zamora (1931–1936)
  - Regierungschef: Regierungspräsident Manuel Azaña (1931–1933)

- Tschechoslowakei
  - Staatsoberhaupt: Präsident Tomáš Masaryk (1918–1935)
  - Regierungschef:
    - Ministerpräsident František Udržal (1929–24. Oktober 1932)
    - Ministerpräsident Jan Malypetr (29. Oktober 1932–1935)

- Türkei
  - Staatsoberhaupt: Präsident Mustafa Kemal (1923–1938)
  - Regierungschef: Ministerpräsident İsmet İnönü (1925–1937)

- Ungarn
  - Staatsoberhaupt: Reichsverweser Miklós Horthy (1920–1944)
  - Regierungschef:
    - Ministerpräsident Graf Gyula Károlyi (1931–4. Oktober 1932)
    - Ministerpräsident Gyula Gömbös (4. Oktober 1932–1936)

- Vatikanstadt
  - Staatsoberhaupt: Papst Pius XI. (1929–1939)
  - Regierungschef: Kardinalstaatssekretär Eugenio Pacelli (1930–1939)

- Vereinigtes Königreich
  - Staatsoberhaupt: König Georg V. (1910–1936)
  - Regierungschef: Premierminister Ramsay MacDonald (1929–1935)